# إميل ماير
إميل ماير (بالإنجليزية: Emil Meyer)‏ هو سياسي أمريكي، ولد في 1862. انتخب عضو جمعية ولاية ويسكونسن.